# Fuyuan (socken)
Fuyuan (kinesiska: 富源街道) är en socken i Kina. Den ligger i provinsen Shandong, i den östra delen av landet, omkring 150 kilometer nordost om provinshuvudstaden Jinan. Antalet invånare är 42 358. Befolkningen består av 20 447 kvinnor och 21 911 män. Barn under 15 år utgör 14,0 %, vuxna 15-64 år 75 %, och äldre över 65 år 9,0 %.
Genomsnittlig årsnederbörd är 656 millimeter. Den regnigaste månaden är juli, med i genomsnitt 268 mm nederbörd, och den torraste är mars, med 5 mm nederbörd.